# Macon (Musikproduzent)
Macon (* 9. September 1998 in Gelsenkirchen; bürgerlich Marco Marian Porombka) ist ein in Berlin lebender deutscher Musikproduzent und DJ. Für seine Mitwirkung an dem Album Kx5 von Kx5, Deadmau5, Kaskade -Album erhielt Macon 2024 eine Grammy-Nominierung.

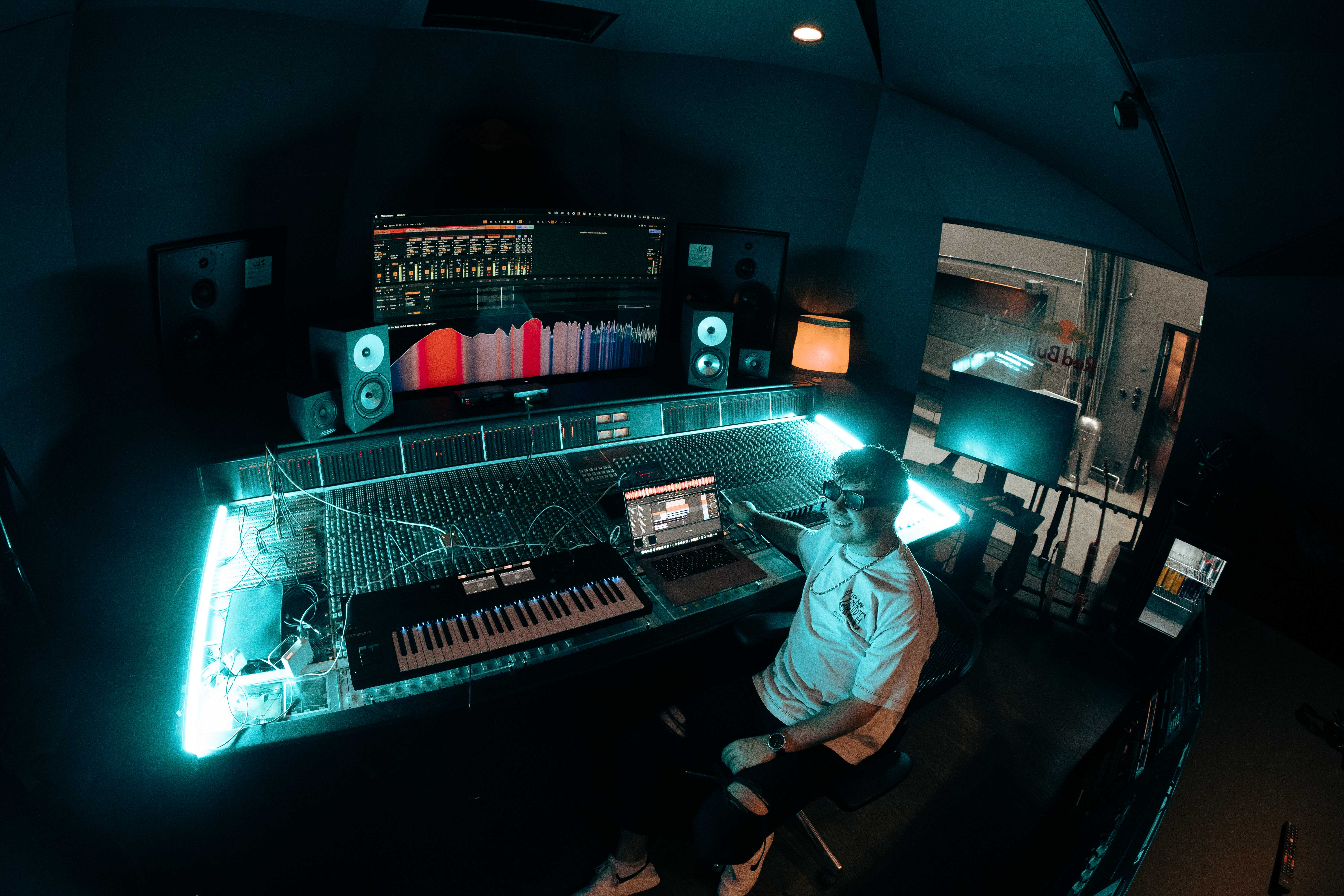
Macon 2023 im Studio in Berlin

## Karriere
Im Alter von 14 Jahren begann Macon, elektronische Musik zu produzieren, und veröffentlichte diese auf seinem Youtube-Kanal. Nach seiner Schulausbildung wurde er von seinem jetzigen Geschäftspartner & Manager Tim Schult zu einem Songcamp für Moguai, den Schult zu der Zeit managte, eingeladen. Es folgten viele gemeinsame Produktionen.
2020 gründete Macon mit Schult die Produktionsfirma 9t9music und produziert dort seitdem für viele eigene Projekte und andere Künstler. Seine Veröffentlichungen beinhalten Titel für Künstler wie DUEJA, Oliver Heldens, Kx5 (Kaskade, deadmau5), Nile Rodgers, Moguai und Mausio.
2022 nahmen Macon und Schult die Künstlerin DUEJA bei 9t9music unter Vertrag, für die Macon seitdem produziert.
Ende 2022 legte Macon eine kreative Schaffenspause ein, um sich mehr auf seinen eigenen Sound zu konzentrieren und weniger für andere Künstler zu produzieren. Er begann daraufhin, Techno-Remixe von Dance-Klassikern aus den 2000ern zu realisieren und postete diese Anfang 2023 erstmals auf TikTok, YouTube und Soundcloud. Er erfand infolgedessen das Subgenre Hypertechno. Innerhalb kurzer Zeit entwickelte dieses inklusive seiner Remixe große Beliebtheit, sodass er bereits nach kurzer Zeit die globalen Charts bei Soundcloud anführte.
In den Soundcloud-Jahrescharts wurde er 2023 dann als weltweit meistgestreamter elektronischer Künstler ausgezeichnet.
Es folgten die ersten offiziellen Veröffentlichungen auf Labels wie Crash Your Sound, Musical Freedom, Spinnin Records, Virgin, Kontor Records, Sony und erste Auftritte in Europa, Asien und Australien.
Er wirkte als Co-Produzent und Co-Autor am Titel Avalanche mit, der von Kx5 (Deadmau5, Kaskade) auf dem Album Kx5 veröffentlicht wurde. 2024 erhielt das Album eine Grammy-Nominierung in der Kategorie Best Dance/Electronic Album und Macon eine Nominierung als mitwirkender Produzent & Co-Autor.

## Veröffentlichungen
| Jahr | Künstler                                                  | Label                             |
| ---- | --------------------------------------------------------- | --------------------------------- |
| 2018 | Moguai vs Macon – I Like It                               | Heldeep Records                   |
| 2020 | Macon x SOLON – Tell Me (ft. Chacel)                      | Heldeep Records                   |
| 2022 | Selva x Sander Van Doorn x Macon – Raindrops (ft. Chacel) | Spinnin Records                   |
| 2022 | Alott x Macon x Chacel – Aurora                           | Crash Your Sound                  |
| 2023 | Macon x Chacel – Sunglasses                               | Crash Your Sound                  |
| 2023 | Macon – S&M (with Chacel)                                 | Crash Your Sound / Virgin         |
| 2023 | Macon x Enny-Mae – Say It Right                           | Crash Your Sound / Virgin         |
| 2023 | Macon x Seafret – Atlantis                                | B1 Recordings / Sony              |
| 2024 | Macon x Vize – If We Don't (ft. Coach Harrison)           | Crash Your Sound / Kontor Records |
| 2024 | Macon – Stolen Dance                                      | Expat Records                     |
| 2024 | Macon - Bulletproof                                       | Spinnin Records                   |
| 2024 | Macon - Still Screaming                                   | Crash Your Sound                  |
| 2024 | Macon - Just Dance (with Chacel)                          | Spinnin Records                   |
| 2025 | Macon x Isabelle Beaucamp - Once Again                    | Bazar Beaucamp                    |
| 2025 | Macon - without u <3 (with imallryt)                      | Crash Your Sound                  |
| 2025 | Macon - Baby Shake It                                     | Crash Your Sound                  |

| Jahr | Künstler                                                        | Label                             |
| ---- | --------------------------------------------------------------- | --------------------------------- |
| 2020 | Moguai & Luciana – Faith (Macon Remix)                          | Heldeep Records                   |
| 2023 | DUEJA – Bestie (Macon Remix)                                    | Polydor                           |
| 2023 | The Ian Carey Project – Get Shaky (Macon Remix)                 | Spinnin Records                   |
| 2023 | Norda x Master Blaster ft Terrace – Take You Away (Macon Remix) | Polydor                           |
| 2023 | Leony – Holding On (Macon Remix)                                | Crash Your Sound / Kontor Records |
| 2023 | Tiesto – Lay Low (Macon Remix)                                  | Musical Freedom                   |
| 2023 | VisionV – Lonely (Macon Remix)                                  | Virgin                            |
| 2023 | 71 Digits x Flo Rida – Low (Macon Remix)                        | Spinnin Records                   |
| 2024 | Tiesto – Drifting (Macon Remix)                                 | Musical Freedom                   |

| Jahr | Künstler                                                                | Label                        | Anmerkungen                                           |
| ---- | ----------------------------------------------------------------------- | ---------------------------- | ----------------------------------------------------- |
| 2017 | Moguai – Tinlicker                                                      | mau5trap                     |                                                       |
| 2019 | Mausio feat. Bibiane Z – Through The Night                              | Future Techno Music          |                                                       |
| 2019 | Moguai & Luciana – Faith                                                | Heldeep Records              |                                                       |
| 2019 | Oliver Heldens & Moguai – Cucumba                                       | Heldeep Records              |                                                       |
| 2019 | Moguai – Don't Stop (ft Mo Mitchel)                                     | Spinnin Records              |                                                       |
| 2019 | Moguai – Everybody's Got To Learn Sometimes                             | Heldeep Records              |                                                       |
| 2019 | Faouzia – This Mountain (Moguai Remix)                                  | Atlantic Records             |                                                       |
| 2019 | Winona Oak – Break My Broken Heart (Moguai Remix)                       | Neon Gold / Atlantic Records |                                                       |
| 2019 | Moguai – Green Sally Up                                                 | Big Beat Records             |                                                       |
| 2019 | Oliver Heldens – Summer Lover (ft. Devin & Nile Rodgers) (Moguai Remix) | RCA / Sony                   |                                                       |
| 2020 | Moguai & Kai Tracid – DT64                                              | Heldeep Records              | Meistgespielter Techno-Track 2020 laut 1001tracklists |
| 2020 | Moguai – Sad Boy, Happy Girl                                            | mau5trap                     |                                                       |
| 2020 | Moguai – Lyfe Lyne                                                      | mau5trap                     |                                                       |
| 2020 | Tomcraft, Moguai, Lira – Happiness                                      | Spinnin Records              |                                                       |
| 2020 | DUBOSS – Losing My Religion                                             | RCA / Sony                   |                                                       |
| 2020 | SOLON – Missing (ft. Chacel)                                            | Signatunes / Sony            |                                                       |
| 2021 | HIMATE – Lemonade                                                       | B1 Recordings / Sony         |                                                       |
| 2021 | Marc Benjamin x Moonway – Lovin' You (feat. Chacel)                     | Future House Music           |                                                       |
| 2022 | SOLON x Dallerium x Sarah De Warren – Different Dimension               | Perfect Havoc                |                                                       |
| 2022 | DUEJA – ABCD Ey (Ich hasse es so)                                       | Polydor                      |                                                       |
| 2022 | DUEJA – Ich weiß was du getan hast                                      | Polydor                      |                                                       |
| 2022 | Kx5, Kaskade, deadmau5 – Avalanche (ft. James French)                   | mau5trap                     | Teil des Grammy-nominierten Albums Kx5                |
| 2023 | DUEJA – Bestie                                                          | Polydor                      |                                                       |
| 2023 | DUEJA – BadBitchSide                                                    | Polydor                      |                                                       |
| 2023 | DUEJA – Drift                                                           | Polydor                      |                                                       |
| 2023 | DUEJA x JONA – Vermisse Dich                                            | Polydor                      |                                                       |
| 2024 | DUEJA – Alles Pink                                                      | Polydor                      |                                                       |
| 2024 | DUEJA – drunk, sex, love                                                | Polydor                      |                                                       |
| 2024 | DUEJA – für immer                                                       | Polydor                      |                                                       |

## Belege
1. ↑  Macon. (YouTubekanal) Abgerufen am 26. April 2024.
2. ↑  Impressum. In: DUEJA. Abgerufen am 26. April 2024.
3. ↑  Nächste Runde HYPERTECHNO: Das ist Macons „S&M“ Edit. In: DJ Mag Germany. 2. Juni 2023, abgerufen am 26. April 2024.
4. 1 2  Macon: „Ich wurde 2023 auf Soundcloud mehr gestreamt als Skrillex“. In: DJ Mag Germany. 26. Januar 2024, abgerufen am 26. April 2024.
5. ↑  66th Annual GRAMMY Awards. In: GRAMMY.com. Abgerufen am 26. April 2024.
6. ↑  1001Tracklists: MOGUAI vs. Kai Tracid - DT64 [HELDEEP]. Abgerufen am 26. April 2024 (amerikanisches Englisch).

| Personendaten    | Personendaten                            |
| ---------------- | ---------------------------------------- |
| NAME             | Macon                                    |
| ALTERNATIVNAMEN  | Porombka, Marco Marian (wirklicher Name) |
| KURZBESCHREIBUNG | deutscher Musikproduzent und DJ          |
| GEBURTSDATUM     | 9. September 1998                        |
| GEBURTSORT       | Gelsenkirchen                            |